# Jean-Paul Agon
Jean-Paul Agon, né le 6 juillet 1956 à Boulogne-Billancourt (France), est un chef d'entreprise français, PDG du Groupe L'Oréal de 2011 à 2021. Il en est depuis président du conseil d'administration.

## Famille et formation
Jean-Paul Agon naît le 6 juillet 1956 à Boulogne-Billancourt du mariage de Jean-Noël Agon, cadre dans l'industrie pharmaceutique et de Madeleine Pichard, architecte,,.
Après avoir fait sa scolarité à l’École Sainte-Croix de Neuilly-sur-Seine, Jean-Paul Agon intègre HEC Paris. Intéressé par le marketing, il rejoint L'Oréal à sa sortie de l'école.
Le 6 septembre 1984, Jean-Paul Agon épouse l'architecte paysagiste Véronique Galatoire-Malegarie. De ce mariage, naissent trois enfants : Camille, Louis, Manon. Le couple divorce et le 1er juillet 2016, il épouse Sophie-Marie Plas, née en 1962, marchand d’art à Paris et propriétaire de la galerie Sophie Scheidecker.

## Carrière

### L'Oréal
Jean-Paul Agon entre dans le groupe L’Oréal en 1978 et commence sa carrière en tant que représentant, avant d’être nommé chef de produit marketing chez LaSCAD. 
Il enchaîne alors les postes dans le groupe, en devenant le directeur général de L'Oréal en France, mais aussi à l'étranger (Grèce, Allemagne, Asie, Amérique du Nord) et en dirigeant à la fin des années 90 Biotherm,,,. 
Le 25 avril 2006, l’Assemblée Générale annuelle de L'Oréal le désigne officiellement comme directeur général du groupe, après avoir été nommé, un an plus tôt, directeur général adjoint. Lindsay Owen-Jones décrit son successeur comme « le candidat idéal ».  Jean-Paul Agon prend la tête du groupe un an et demi avant la crise financière mondiale de 2008.
En 2009, il renonce à ses stock-options, après une année où les bénéfices du groupe n'ont pas augmenté. 
Le 17 mars 2011, il devient président directeur général du groupe,. Il devient ainsi le 5ème PDG de L’Oréal en un siècle.
De son arrivée en 2006 jusqu'en 2015, la valeur de l'entreprise a doublé, passant de 48 milliards le 1er mai 2006 à 100 milliards en 2015. En une décennie, le chiffre d’affaires du groupe a été multiplié par 1,8 et le bénéfice net du groupe a doublé.
En 2021, il quitte le poste de PDG pour prendre la tête du conseil d'administration de l'entreprise.

### Autres responsabilités
Jean-Paul Agon est membre de la Table ronde des industriels européens, et membre du Conseil d’administration du Consumer Goods Forum. 
Il est membre du comité stratégique de la France China Foudation (FCF), institution franco-chinoise dont l’objectif est d’encourager le dialogue entre la France et la Chine.
Le 7 avril 2022, il est nommé président du conseil d’administration d'HEC Paris.

### Revenus
Entre 2007 et 2016, il touche une rémunération annuelle entre 3,4 et 13,1 millions d'euros,,,. En 2016, il est le 3ème patron du CAC 40 le mieux rémunéré, derrière Georges Plassat, patron de Carrefour et Olivier Brandicourt, PDG de Sanofi.
Il perçoit en 2019 une rémunération officielle de 9,8 millions d’euros, ainsi que 4,6 millions d’euros de dividendes.

## Controverses
Après la condamnation de L’Oréal pour discrimination raciale à la suite de son refus d'embaucher des jeunes femmes d'origine africaine, arabe ou asiatique, il assure dans un entretien, en juillet 2007, mener une politique d'embauche sur la consonance ethnique et « étrangère » du prénom qu'il qualifie lui-même, de « discrimination positive », indiquant : « lorsque nous rencontrons un candidat qui a un prénom d'origine étrangère, il a plus de chance d'être recruté que celui qui porte un prénom français de souche ».
En août 2011, Jean-Paul Agon signe avec 16 autres grands patrons une pétition en faveur d’une « contribution exceptionnelle » qui toucherait les contribuables français les plus favorisés. Mais, en septembre 2012, il s’oppose au projet de taxation à 75 % des revenus supérieurs à un million d'euros par an et estime qu’une telle taxe, si elle était mise en place, rendrait « presque impossible » de recruter des talents en France.
Il tient des propos critiqués en septembre 2019 en expliquant que « la pollution est bonne pour les affaires » puisqu'elle encourage la consommation de produits de beauté.

## Distinctions

### Décorations
Le 13 juillet 2006, Jean-Paul Agon est nommé au grade de chevalier dans l'ordre national de la Légion d'honneur au titre de « directeur général d'un groupe de cosmétiques ; 27 ans d'activités professionnelles » puis fait chevalier le 31 janvier 2007. Il est promu au grade d'officier le 13 juillet 2015 au titre de « président-directeur général d'un groupe industriel de produits cosmétiques ». Il est fait officier le 2 février 2016 et promu — à titre exceptionnel — dans l'ordre au grade de commandeur le 31 décembre 2020 au titre de « président-directeur général d'un groupe de produits cosmétiques ».

### Prix et distinctions
En 2005, Jean-Paul Agon est élu « HEC de l’année » par l'association HEC Alumni.